# Pokrij me, mami
Pokrij me, mami je leposlovna pripoved o materi in njenem otroku, ki ima Downov sindrom  in je nastala po resnični zgodbi avtorice Vitke Kolar. Pripoveduje zgodbo o materi in njenem otroku, ki ima downov sindrom. Skozi zgodbo doživljata vzpone in padce. Roman je izšel leta 1999 pri založbi Naša žena v Ljubljani. Leta 2011 je pri založbi Sanje izšel prvi ponatis. Delo obsega 171 strani. Sestavljajo ga štiri poglavja, od katerih ima vsako svoj vsebinsko povezan podnaslov. 

## Vsebina

### Od Andrejevega rojstva do priprave na »šolo«
Zgodba se začne z obujanjem spominov na nepozabno silvestrovo, ko je Vitka spoznala Jožeta, bodočega moža. Enajst mesecev kasneje sta se poročila. Na poroki je nosila modro obleko, za katero ji je njena sestra Inka dejala, da prinaša nesrečo. Vitka in Jože sta kmalu za tem pričakovala dojenčka. Veliko sta se pogovarjala o vzgoji, Jože si je močno želel fantka. Kar dva meseca prej je na svet prišel Andrej. Tri dni po njegovem rojstvu so Vitko poklicali k zdravniku in ji povedali, da z Andrejem nekaj ni v redu in da se je zato rodil tako prezgodaj. Slutnja o tem, da je z dečkom nekaj narobe, je tako postala resnica. S težkim srcem je Vitka novico predala Jožetu in skupaj sta se odpravila domov. V tišini in razmišljanju sta sprejemala in skušala uzavestiti žalostno dejstvo. Andreja so zaradi zlatenice premestili na otroško kliniko, po nekaj dneh pa je končno prišel domov. Obiskat ga je prišla tudi teta Inka, a Vitka se z njo ni mogla pogovarjati o Andreju tako kot ne z nikomer drugim. Stiska jo je spomnila na smrt njene mame, ki je umrla pred petnajstimi leti. Dečka so po rojstvu redno obravnavali različni strokovnjaki, da so ga lahko kategorizirali. Šele mnogo kasneje sta se sestri Vitka in Inka lahko odkrito pogovarjali o Andreju. Po pogovoru z Jožetom je profesor ugotovil, da Andrej ni tipičen otrok. Z njim se je Vitka pogovarjala tudi o šolanju Andreja in mu predstavila njegov razvoj, napredek. Ob sobotah in nedeljah je na obiske prihajal Vitkin oče, s katerim je Andrej postal velik prijatelj in vez med njima se je utrjevala. 
Vitka je največ časa posvečala njegovemu govoru, kazala mu je predmete in mu pripovedovala pravljice. 10. marca je praznoval prvi rojstni dan. Takrat še ni bil sposoben sedeti, čeprav ob prvem letu starosti večina otrok že shodi. To se je pri Andreju zgodilo šele, ko je dopolnil dve leti. Takrat je bil vesel, ker je znal ugasniti dve svečki na veliki torti. Za tretji rojstni dan je bil nekoliko prehlajen, s petim rojstnim dnem pa se je končala serija fotografij, ki prikazujejo praznovanja njegovih rojstnih dni. 
Andrej je imel zelo rad naravo in živali. Vitka, Jože in on so velikokrat odhajali na lov v različne slovenske kraje. Družina si je privoščila tudi dopust na otoku Pagu, kjer pa je Andrej zbolel za angino in je moral na operacijo. V bolnici je nato ostal tri dni. Po operaciji si je opomogel in hitro napredoval. 
Z odraščanjem so se vedno bolj kazali znaki otroka z Downovim sindromom in tako so se po ulicah širili tudi stranski pogledi mimoidočih. Vitka je tako velikokrat občutila krivico in požirala grenkobo, ki se je nabirala v njej. 
Po končanem porodniškem dopustu se je vrnila v službo za polovični delovni čas, Andreja pa je varovala bivša bolniška sestra Nataša skupaj s še štirimi otroki. V prijaznem okolju je dan za dnem napredoval in se razvijal. Vitka nam razgrne zgodbo svojega očeta, ki se mu je iz dneva v dan slabšalo zdravje in je aprila umrl v zagrebški bolnici. 
Dve leti pozneje sta se Jože in Vitka odločila za gradnjo hiše, v katero sta vložila veliko truda in odrekanja. 

### Andrejevega očija ni več
V tem času ga je mati pridno pripravljala na šolo. Učila ga je besed, skupaj pa sta tudi veliko brala. Najraje je imel knjige o živalih ali pa o hrani. Predstavi nam zgodbo o najdeni veverici, ki sta jo Jože in Andrej poimenovala Leška. Kasneje so jo predali veterinarju. 
Po petih letih so se preselili v novo hišo, a vseeno so imeli z njo še veliko dela. Nekega dne je Andrej padel v bazen in doživel pretres možganov. Po tem dogodku je bil včasih nepredvidljiv. Kasneje je vstopil v zavod in z njim ni bilo večjih težav. Tam je bil deset let. Pri šestnajstih letih je dobil revmatoidni artritis. Okrevanje je potekalo kar nekaj časa in takrat je mati z njim tudi silvestrovo preživela v bolnici. Spomladi je nato odšel na okrevanje v Zavod za srčne in revmatične rekonvalescente ter tam ostal do poletja. Tu se je Vitki uresničila želja, da je lahko eno uro poučevala angleški jezik. Ko je bil Andrej odsoten, je bilo njeno in Jožetovo življenje dolgočasno in pusto. Poletne dopuste so navadno preživljali na Malinski skupaj z Inko. Andrej se je tam nenehno igral s kužkom Arijem, rad pa se je tudi kopal. Tam je bil vedno sproščen in srečen. Nikoli ga ni bilo strah neviht, nikoli se ni smilil samemu sebi. Na dopustu se je z Vitko naučil zavezati vezalke, Vitka pa je tam praznovala tudi rojstni dan. Odhodi domov so bili vedno težki. Ko je Andrej štel sedemnajst let, je na silvestrovo Jože ugotovil, da je neozdravljivo bolan. Inka je bila istega leta operirana za rakom na dojki, a je uspešno ozdravela. 
Že junija se je Jože poslovil od svojega življenja. 

### Življenje »odraslega«Andreja
Andrej je tako pri osemnajstih letih izgubil svojega očeta. Zapustil je zavod in septembra bi moral začeti z delom v delavnici na Kržičevi ulici, kamor bi sam hodil peš, vendar je bila zanj pot do tja tvegana. Enkrat se je odpravil do tja, vendar do delavnice ni prišel in je namesto na delu pristal v Šestici. Ta kruta izkušnja je bila kljub vsemu pot do njegove samostojnosti. Vitka se je nenehno spominjala Jožeta, njune ljubezni in vseh trenutkov skupnega življenja. Ostala je sama za vse. Inka jo je obiskovala pogosteje in bila je njena velika opora. Nekega dne jo je s teto Marijo za šest tednov poslala na potovanje v Ameriko. Andrej je bil ta čas pri Inki in bilo mu je lepo. Naučil se je pospraviti za seboj in spoznal je, kje stvari ne smejo biti. 

### Andrej in njegov »oče«Edi
Vitka je bila povabljena na trideseto obletnico mature svojih dijakov iz Ajdovščine. Bilo je junija na gradu Zemono. Ko se je vrnila domov, je bila polna vtisov, predvsem vtisa o možnosti polnejšega življenja. Jeseni je dobila povabilo bivše dijakinje na Univerzo za tretje življenjsko obdobje. Prevzela je skupino slušateljev, ki bi se radi učili angleškega jezika. Na tečaju je bil tudi slušatelj Edi, ki mu je Vitka predstavila Andreja. Tako sta se vse pogosteje srečevala. Drug drugega sta se dopolnjevala in si bila opora. Andreju je pomenil Edijev prihod k njima vedno nekaj sproščajočega in prijetnega. Skupaj so šli na izlete, sprehode, tudi v opero, kar je bilo za Andreja nekaj povsem novega. Bilo je prve dni junija leta 1991, tri tedne do dneva razglasitve samostojne države Slovenije in v zraku je bilo čutiti napetost. Nastopil je veliki dan in za tem vojna. Vitka in Edi sta se skušala pripraviti in vse tri zavarovati. Odšli so v klet, kjer so bivali do konca vojne. Iz Zagreba so potem k njim zaradi vojne dvakrat prišli Vitkin svak Matko, Dora in Lukec, sin starejše nečakinje. Vitka nam nato pove zgodbo o Andreju in njegovem poskusu smučanja, ki ga sicer ni maral. Užival pa je ob gledanju smučarskih tekem in s tekmovalci podoživljal tako vesele kot žalostne trenutke. 
Vitka, Edi in Andrej so se velikokrat udeležili različnih dogodkov v Mostecu, kjer se je Andrej naučil balinanja. Uspešno je prikorakal tudi na Šmarno goro. Z avtobusom so odšli v Budimpešto, na tridnevni izlet do Italije, v Medžugorje. Večkrat so se odpravili tudi na Bled, obiskali so Bohinj. Odšli so na Komno, kar pa je bilo za Andreja zelo naporno, a je pot s težavo vseeno prehodil. Tako se je Andrej utrjeval in doživljal lepote narave, opazoval in osvajal hribe. Tudi ljudje so ga sprejeli kot sebi enakega. 
Napočil je težko pričakovan dan – podelitev priznanj in nagrad na Šmarjetni gori. Priznanje je zasluženo prejel tudi Andrej. Ko je prišel na oder, je ponosno dvignil priznanje v zrak ter sam od sebe povedal tudi nekaj zahvalnih besed in doživel velik ponos. Pritekle so tudi solze sreče. Vse te občutke je podelil z Edijem in svojo mamico, ki ga je pripeljala do takih uspehov. 

## Kritike in komentarji
»To je iskrena, pretresljiva izpoved, prežeta z izjemno materinsko nežnostjo in ljubeznijo. Zlasti če je bralka tudi sama mati, se z lahkoto vživi v to, tako iskreno in življenjsko branje. Pisateljica z bralci deli svoj zajeten, boleč in na svoj način presenetljivo lep del svojega življenja, ko ji je bil, navidezno kruto, usojen otrok, zaznamovan s tisto drugačnostjo, ki od matere zahteva posebno prilagajanje, posebnosti in žrtvovanje.« (Pajer 2024) 
»Gre za leposlovno pripoved z dokumentarno vrednostjo in zgodbo o materi otroka z Downovim sindromom. Avtorica Vitka Kolar nam predstavi sebe, svojega sina, svojega moža, svojega očeta, svojo sestro in svojega prijatelja v prijetni in simpatični pripovedi. Ker pripoveduje sama, v prvi osebi torej, je pripoved zelo prepričljiva. In to brez solzavosti, tragičnosti in dramatiziranja. Kljub temu, da je bilo rojstvo otroka z Downowim sindromom hud šok; kljub temu, da je odločitev o tem, da bo otroka obdržala, morala dozoreti; kljub temu, da je njen Andrej njeno življenje v vseh pogledih obrnil na glavo; kljub temu, da so pogledi ljudi, ki so opazili, da je Andrej drugačen, boleli; kljub boleči in mnogo prerani izgubi dragega moža, očeta in sestre.« (Šikonija 2024)